# Евгеньев, Александр Анатольевич
Александр Анатольевич Евгеньев (род. 20 июля 1961 года) — советский легкоатлет. Заслуженный мастер спорта СССР (1984).

## Карьера
В 1983 и 1984 годах выиграл зимние чемпионаты Европы на дистанции 200 метров.
На играх «Дружба-84» завоевал серебро на 200-метровке, а также золото в эстафете.
Выигрывал на чемпионатах СССР (1985, 1986) и зимние чемпионаты СССР (1984, 1986). Бронзовый призёр чемпионата СССР 1982 года.
В 1985 году выиграл зимний чемпионат мира на 200-метровке и завоевал бронзу на зимнем чемпионате Европы.
Победитель эстафеты 4х100 метров на Кубке Европы 1985 года.
На зимнем чемпионате Европы 1986 года завоевал серебро. На чемпионате Европы 1986 года завоевал золото в эстафете. В индивидуальном забеге был шестым.
На чемпионате мира 1987 года получил серебро в эстафете 4х100 метров.

## Тренерская деятельность
В 1985 году окончил Ленинградский государственный педагогический институт им. А. И. Герцена. Кандидат педагогических наук, доцент Санкт-Петербургского государственного университета аэрокосмического приборостроения (ГУАП).